# مكتب بريد القوات البريطانية
مكتب بريد القوات البريطانية (بالإنجليزية: British Forces Post Office) (اختصاره - BFPO) هو مكتب يوفر خدمة بريدية للقوات المسلحة البريطانية (تختلف عن تلك التي يقدمها البريد الملكي في المملكة المتحدة للاستخدام المدني). يتم استخدام عناوين مكتب بريد القوات البريطانية BFPO لتسليم البريد في المملكة المتحدة وحول العالم.

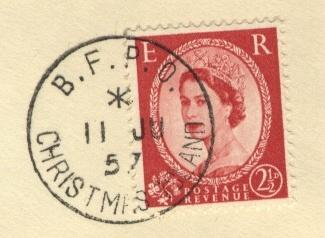
طابع بريدي من سلسلة Wilding البريطانية تم استخدامه في مكتب بريد BFPO في جزيرة الكريسماس عام 1957.

### الموقع
انتقل مكتب بريد القوات البريطانية BFPO من القاعدة الأصلية في ثكنات إنجليس في ميل هيل, إلى قاعدتها الحالية في قاعدة سلاح الجو الملكي في نورثولت في غرب لندن في عام 2007. 

## طريقة كتابة عناوين وأرقام BFPO
فيما يلي مثال تطبيقي على طريقة كتابة عنوان BFPO، بإستخدام فوج لومشاير (فوج وهمي لتقريب فكرة المثال) :
```
جونز 12345678 LCPL B 
الوحدة ب
الفوج الأول من لومشاير
مكتب بريد القوات البريطانية BFPO رقم 61
مكتب بريد القوات البريطانية BFPO
سين صاد2 BF1
```

BFPO رقم 61 مخصص لمدينة ميلانو الايطالية.
نُقلت سيادة هونغ كونغ إلى الصين في عام 1997، حيث كانت هونغ كونغ حتى ذلك الحين تستخدم أوامر البريد، وكان (BFPO 1) هو عنوان القوات البريطانية التي كانت تخدم في المستعمرة آنذاك.  
يرسل المرسل البريد من المملكة المتحدة إلى أحد أفراد القوات المسلحة البريطانية الذين يخدمون في الخارج إلى رقم (BFPO) المناسب، وليس إلى عنوان البلد الذي يقيم فيه هذا الشخص. يُعدُّ هذا الأمر بالغ الأهمية، خصوصًا بالنسبة لبريد (BFPO)، إذ إن كتابة البريد لشخص في الخارج مع إرفاق معلومات البريد البريطاني فقط ستؤدي إلى تأخيرات.
لأسباب أمنية، يجب عند تسليم البريد من القوات المسلحة البريطانية إلى عناوين مدنية (غير عسكرية) في أيرلندا الشمالية أو جمهورية أيرلندا, يجب ان تسلم مباشرة إلى موظفي BFPO، وليس وضعه في صندوق البريد، ويجب ألا يحمل عنوانًا عسكريًا مرسلًا معروضًا على الغلاف. بالإضافة إلى ذلك، لا يمكن إرسال البريد إلى تلك الوجهات باستخدام نظام بلووي.
قُدِّمَت في عام 2012، بالتعاون مع البريد الملكي، رموز بريدية من قبل مكتب بريد القوات البريطانية (BFPO) وفقًا لنمط الرموز البريدية الاعتيادية في باقي المملكة المتحدة، وذلك لتسهيل شراء الأغراض عبر الإنترنت، نتيجة للمشاكل التي تواجهها مواقع الويب التي لا تتعرف على تنسيق العناوين. يتم تعيين العناوين إلى مدينة البريد الافتراضية "BFPO"، واعتبارًا من عام 2012، تبدأ جميع الرموز البريدية بـ "BF1". على سبيل المثال، سيظهر العنوان أعلاه على النحو التالي:  
```
جونز 12345678 LCPL B 
الوحدة ب
الفوج الأول من لومشاير
مكتب بريد القوات البريطانية BFPO رقم 61
```

وُفِّرَت هذه الرموز البريدية ذات النمط البريطاني الاعتيادي لتتوافق مع عناوين المملكة المتحدة غير التابعة لـمكتب بريد القوات البريطانية (BFPO)، وهي مخصصة للاستخدام داخل مواقع الويب فقط. ونظرًا لعملية الفرز الآلية في (BFPO)، لا ينبغي أن تظهر الرموز البريدية العسكرية على عناصر البريد.

## "e-bluey" الالكتروني
طوّر مكتب بريد القوات البريطانية (BFPO) شكلاً هجينًا من البريد يجمع بين الإنترنت والواقع، يُعرف باسم "e-Bluey"، لتسريع عملية التسليم إلى القوات المسلحة البريطانية. تُرسل الرسائل مباشرة عبر الإنترنت إلى القوات البريطانية التي تخدم في أرض العمليات العسكرية، حيث يتم تنزيلها وطباعتها ثم إرسالها ورقيًا إلى المتلقي عبر نظام البريد العسكري التقليدي. تُنزل أيضًا الرسائل التي يرسلها أفراد القوات المسلحة من أرض العمليات العسكرية إلى الأهل والأصدقاء في المملكة المتحدة، وتُطبع في مواقع مختلفة داخل المملكة المتحدة، ثم تُسلَّم إلى البريد الملكي للوصول إلى المرسل إليه.
يأتي الاسم، e-bluey، من الرسائل الجوية التي يتم (حتى الآن) تقديمها للقوات خلال الخدمة العسكرية والى عائلاتهم ايضا في الوطن. بسبب الورق الأزرق أطلقوا عليها اسم "blueys - الزُرْق"، وأصبح الاسم يحمل شحنة عاطفية بسبب أهمية تلقي ورقة زرقاء نادرة من أحد الأحباء. وكان مصطلح "e-Bluey" او"الزُرْق الالكترونية" هو المصطلح الطبيعي لنظام البريد الإلكتروني-الواقعي الهجين التابع لـ BFPO.
تُنَزَّل e-blueys من خادم الويب (www.ebluey.com) وتُستخدم نماذج محكمة تُطبَع وتُختَم باستخدام طابعة/آلة غلق متكاملة (تقوم بكبس الأغراض المرسلة داخل كيس نايلوني). يضمن هذا الإجراء أقصى درجات الأمان والخصوصية، كما أن المراسلات لا تخضع للرقابة أو المراجعة.
صُمِّم "e-bluey" لأول مرة من قبل العميد باري كاش، الرئيس التنفيذي لمكتب بريد القوات البريطانية (متقاعد الآن). أُسندت عملية التطوير الأولية إلى الرائد روي ووكر MBE (المتقاعد الآن) في أواخر التسعينيات. فُعِّلت الخدمة في الأسبوع الذي سبق عيد الميلاد عام 2000، وأضيفت خاصية الصور في عام 2005، مما سمح للمرسلين بإرفاق صور شخصية برسائلهم الإلكترونية.
أُرسِل في ربيع عام 2003، خلال الأشهر الثلاثة الأولى من غزو العراق، أكثر من 250 ألف رسالة إلكترونية زرقاء شهريًا، وهو رقم قياسي لا يزال قائمًا حتى الآن. أصبح "e-bluey" موجودًا في كل مكان، وبحلول الوقت الذي استُبدل فيه، كان يُمثل 80% من البريد الذي يُسلم للقوات في مسرح العمليات العسكرية. كانت طائرات "e-Bluey" متاحة في العديد من المواقع حول العالم بالإضافة إلى السفن البحرية العاملة.
دعم نظام e-bluey بواسطة .SuperLetter Com Inc. التي كتبت البرنامج وأدارت الخوادم لنظام e-bluey. فاز النظام بالعديد من الجوائز، بما في ذلك جائزة البريد العالمية لعام 2001 لنظام BFPO e-bluey، وجائزة البريد البريطاني لعام 2005 لنظام BFPO e-bluey، وجائزة البريد البريطاني للتكنولوجيا لعام 2007.
صَيَّنْتُ معدات e-bluey بواسطة خدمات الدعم الفني (TSS)، وهو قسم داخل BFPO لندن، منذ إنشائها.
توقفت خدمة e-bluey في أبريل 2017. تم استبداله بخدمة الرسائل INtouch. 

## الطلبات البريدية
أحد الخدمات التي تقدمها بعض مكاتب البريد التابعة للقوات البريطانية هي إصدار وصرف الحوالات المالية عن طريق البريد . إن الطلب البريدي البريطاني الصادر من مكتب بريد القوات المسلحة مطلوب للغاية من قبل جامعي الطلبيات البريدية.
يعتبر الأمر البريدي الصادر عن مكتب بريدي خاص في دولة من دول الكومنولث ، مثل مناطق القواعد السيادية في أكروتيري وديكيليا في قبرص، جزءًا من التاريخ النقدي والتاريخي لتلك الدولة.

## تاريخ الخدمات البريدية للجيش البريطاني

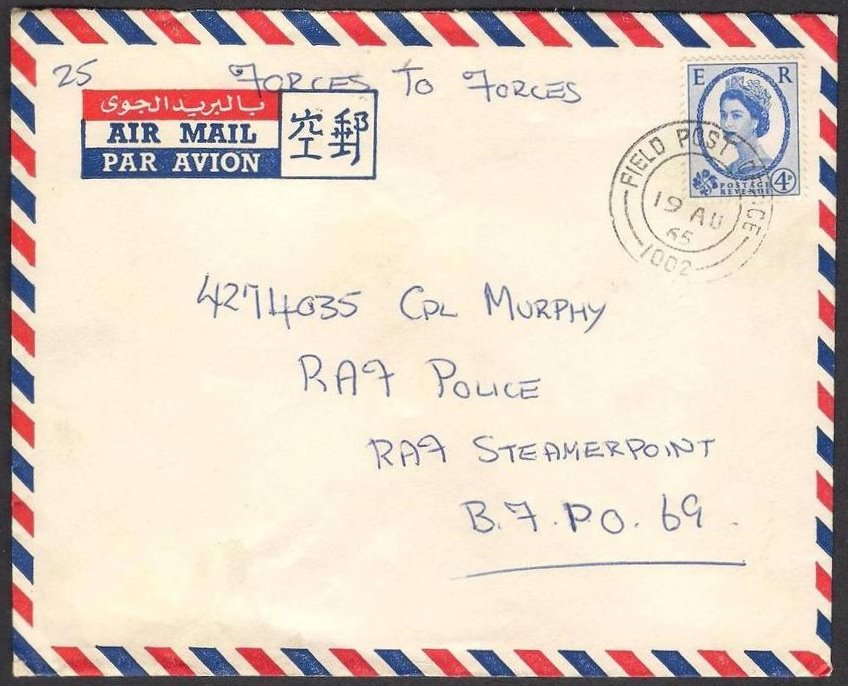
رسالة من BFPO إلى BFPO آخر عام 1965.

الوقائع الأنجلوساكسونية ذكرت أن الملك إدوارد الأكبر (899-924) أرسل مبعوثا لاستدعاء مقاتلين ال(فيرد - fyrd )،  ويُعتقد عمومًا أن أصول الخدمات البريدية (مكتب بريد القوات البريطانية BFPO على سبيل المثال) تنبع من مبعوثين الملك (الرسل) في العصور الوسطى. يتضح هذا بعد ان تم إنشاء البريد الملكي في عهد الملك إدوارد الرابع (1461-1483) لدعم قواته المنخرطة في حرب ضد اسكتلندا. 
إنّ وحدة البريد العسكرية هي وحدة بريدية مخصصة للجيش، تأسست في عام 1882. وفي سنة 1913 تم تضمين الوحدة مع المهندسين الملكيين. وفي أواخر التسعينيات أصبحت BFPO. ولحد اليوم، يتم تقديم كافة الخدمات من قبل BFPO. (مكتب بريد القوات البريطانية)

## روابط خارجية
- الموقع الرسمي.
- استخدام بيانات الرمز البريدي BFPO
- أرقام BFPO والرموز البريدية
- مواقع BAOR ورموز BFPO نسخة محفوظة 8 أبريل 2023 على موقع واي باك مشين.
- معلومات عن بيانات Royal Mail BFPO